# Honotua
Honotua est un câble sous-marin de communication en fibre optique qui relie plusieurs îles de la Polynésie française à Hawaï, et à l'Internet mondial.

## Historique
Ce câble, qui a été déposé entre décembre 2009 et juin 2010 au fond de l'Océan Pacifique par le navire câblier Île de Ré, dispose d'une longueur de plus de 4 600 kilomètres.
Cette opération représente un investissement plus de 9 milliards de francs Pacifique (75 millions d’euros).
Grâce à ce câble, les Polynésiens des îles de Tahiti et Bora Bora, Raiatea, Huahine et Moorea disposent depuis 2010 d'un Internet haut débit (auparavant les connexions Internet étaient satellitaires et lentes) et avec des prix d'abonnement progressivement en baisse.
Une extension aux autres archipels de la Polynésie Française était prévue par le plan ambition 2020.
Mais dès le 18 décembre 2018 le câble Natitua est entré en service. Il permet de relier à l'internet mondial les Îles Tuamotu et les Îles Marquises.
Vers 2020, un nouveau câble, Manatua (en), reliera la Polynésie Française aux Samoa , permettant de sécuriser l'accès à Internet de la Polynésie Française en cas d'avarie ou de coupure de Honotua.